# Cathédrale Notre-Dame-de-l'Assomption de Mata Utu
Pour les articles homonymes, voir Cathédrale Notre-Dame-de-l'Assomption.
La cathédrale Notre-Dame-de-l'Assomption de Mata Utu est une cathédrale catholique romaine, située à Mata-Utu à Wallis-et-Futuna. Il s'agit du siège du diocèse de Wallis-et-Futuna. Une première église est construite en 1857-58, puis une nouvelle construction est réalisée de 1859 à 1869. Érigée en cathédrale en 1935, elle est reconstruite de 1952 à 1959. Elle abrite notamment la sépulture des rois coutumiers de Uvea.

## Localisation
La cathédrale s'élève près de la côte orientale de l'île de Wallis, sur le territoire d'outre-mer français de Wallis-et-Futuna, dans la localité de Mata-Utu. Le palais royal d'Uvea, construit en 1876, est situé à proximité.

## Description
Le monument est construit en pierres taillées et mesure 60 mètres de long sur 20 mètres de large avec une flèche de 20 mètres de haut. Une partie des pierres volcaniques ont été extraites des falaises qui entourent le lac Lalolalo.

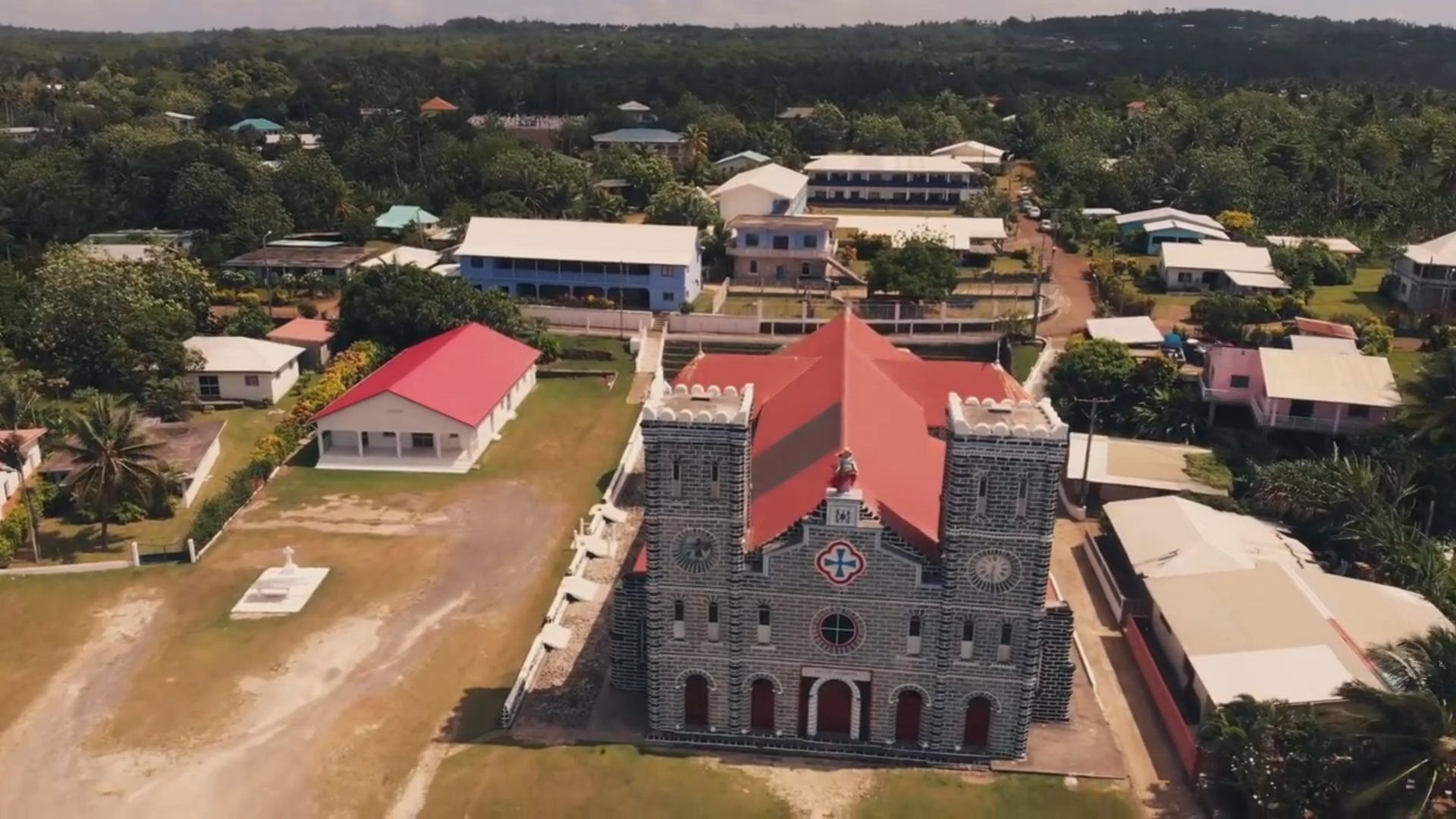
La cathédrale et les bâtiments qui l'entourent à Mata-Utu (vus depuis un drone, 2018).
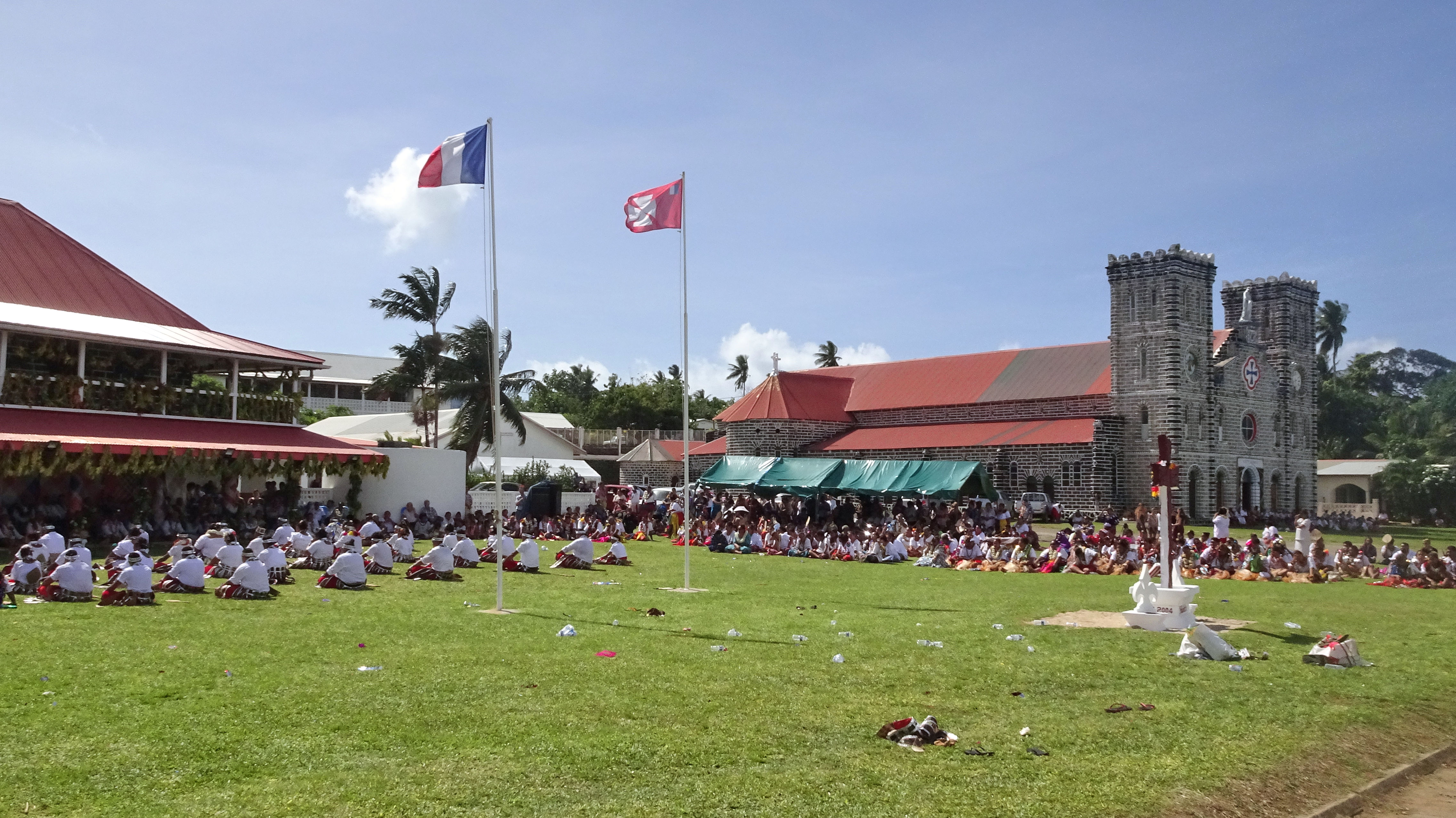
La place Sagato Soane avec le palais royal d'Uvea à gauche et la cathédrale à droite.
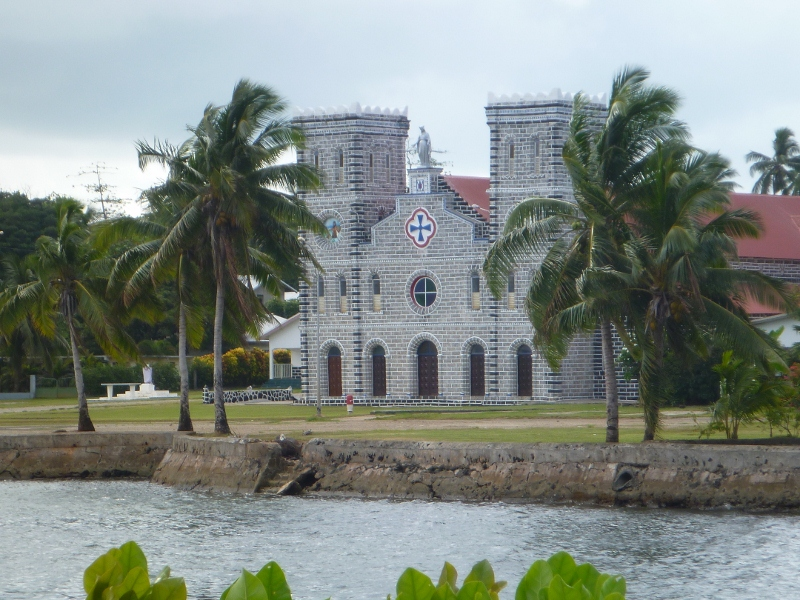
Parvis et façade de la cathédrale (2012).
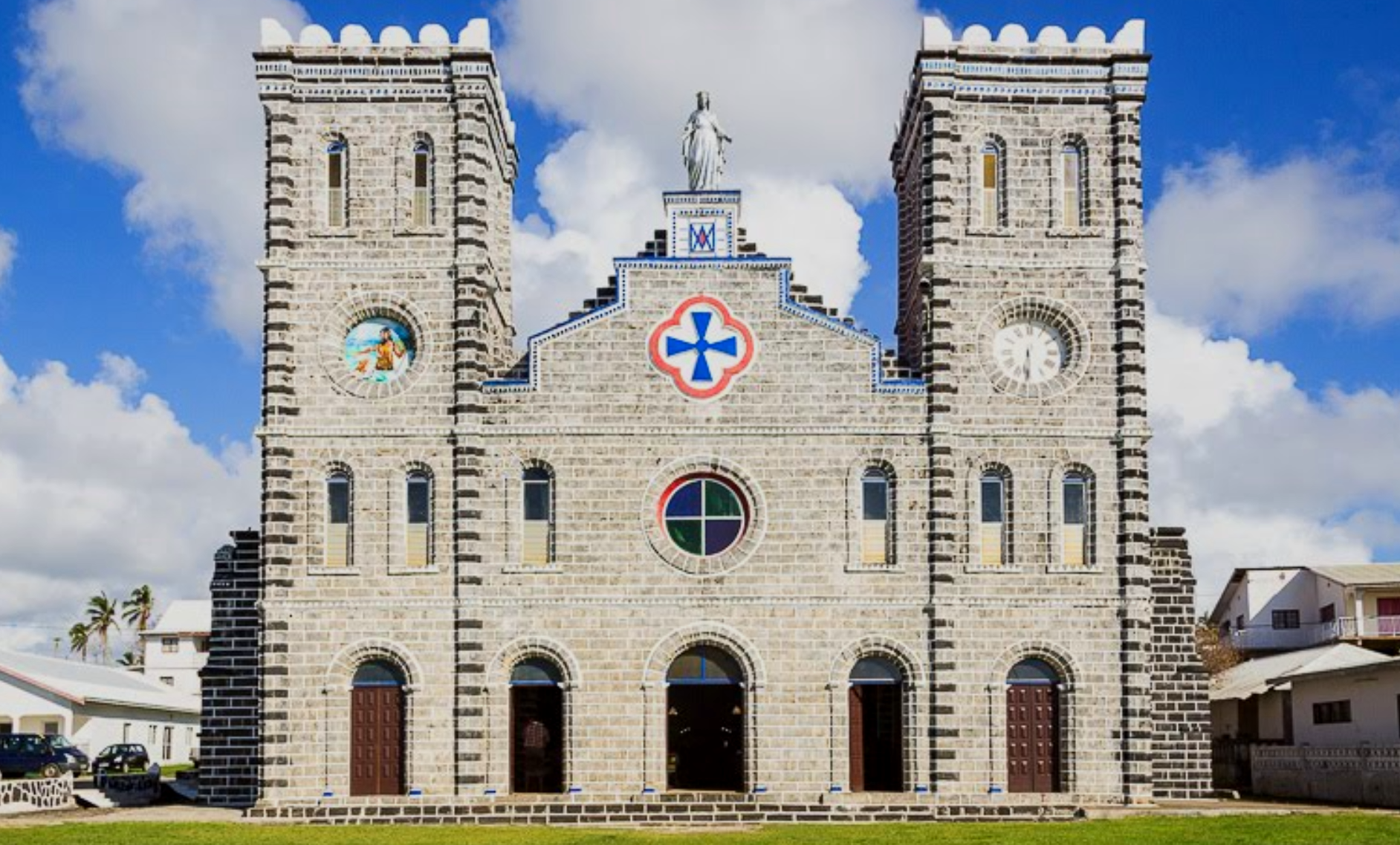
Façade de la cathédrale en 2017.
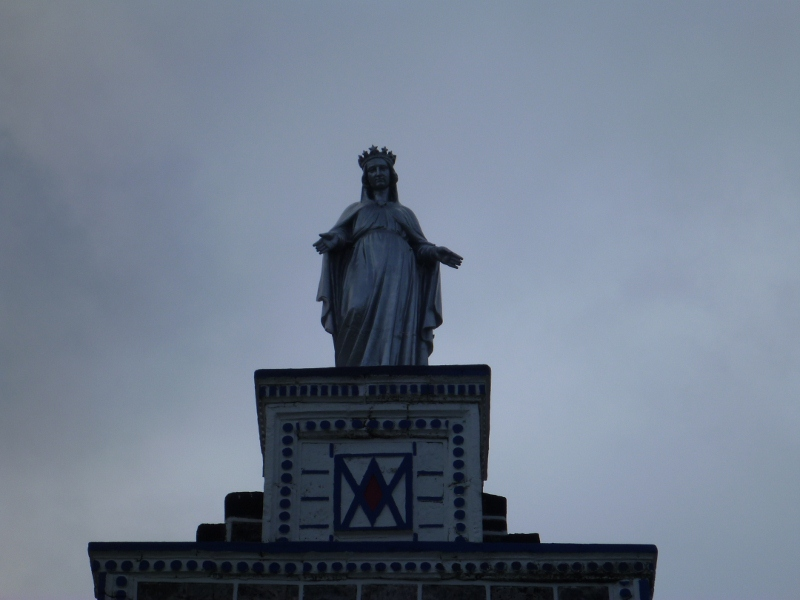
Statue de Marie et symbole des pères maristes (2012).
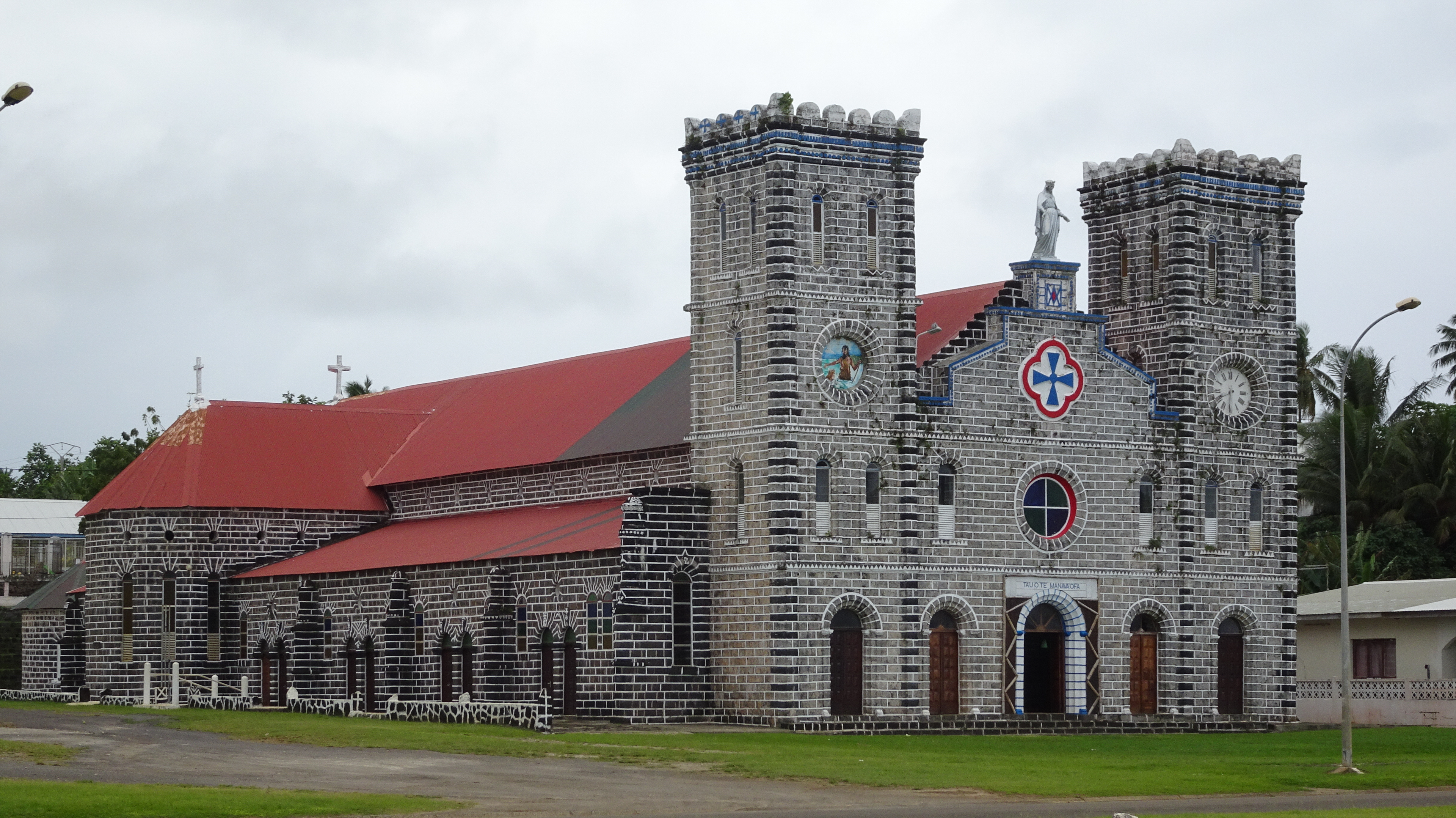
La cathédrale vue de côté en 2017.
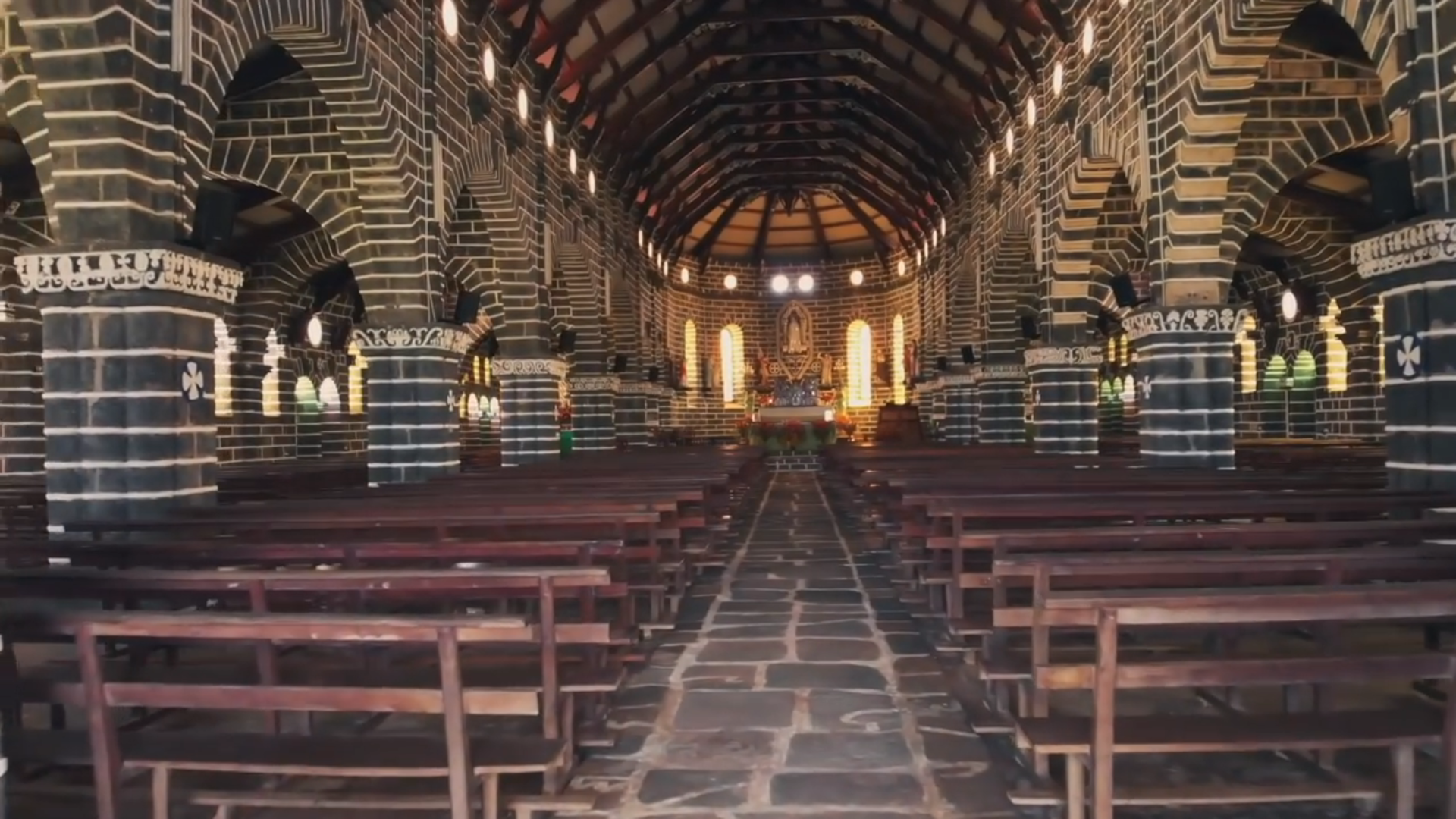
Intérieur de la cathédrale (2018).

## Historique

### Construction et travaux successifs
Une première église en pierre est construite de 1857 à 1858 sous l'impulsion de la reine Amelia Tokagahahau Aliki convertie au catholicisme. En 1859 débute la construction d'un nouvel édifice religieux qui s'achève dix ans plus tard en 1869. Les missionnaires ont fait appel à des maçons étrangers. Elle symbolise le triomphe des pères maristes à Wallis.
En juillet 1862, le navire britannique HMS Fawn (en) est de passage sur l'île de Wallis ; on trouve trace de l'église dans les carnets de bord de deux de ses passagers : Thomas H. Hood qui la décrit ainsi que ses fidèles,, et le médecin de bord William Fasken qui la dessine.
L'église est érigée en cathédrale en 1935,, lorsque Wallis-et-Futuna devient un vicariat apostolique (avant d'être érigé en diocèse en 1966).
Elle est reconstruite à partir du 28 janvier 1952, sous la direction du révérend père Petelo Hamale qui fait ajouter deux nefs latérales. La bénédiction solennelle de fin de travaux, le 13 août 1959, est présidée par Alexandre Poncet, le vicaire apostolique de Wallis-et-Futuna, qui repose dans la cathédrale depuis sa mort en 1973. Elle est consacrée solennellement par son successeur Michel Darmancier le 12 août 1962.
En 1971, la réfection de sa toiture mobilise la population dans un chantier collectif.

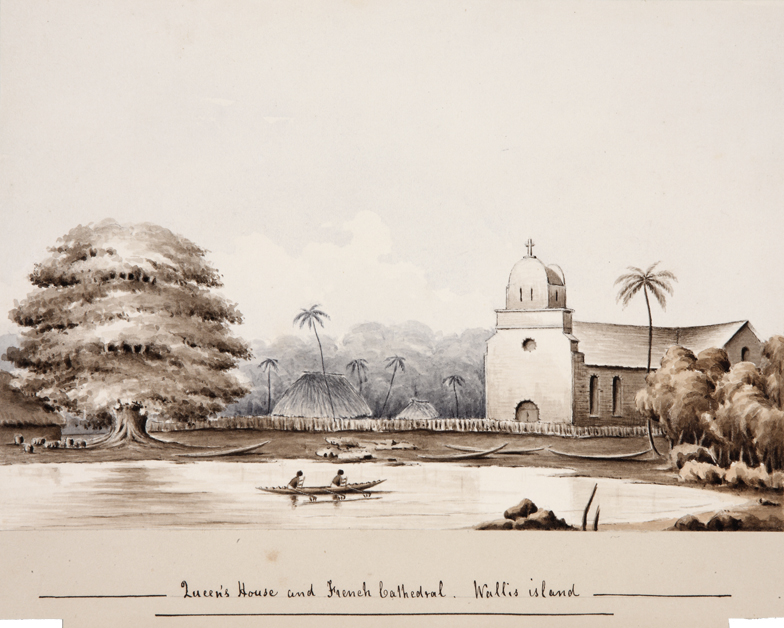
La maison de la reine Amelia Tokagahahau et la cathédrale (gravure du Dr Fasken, 1862).
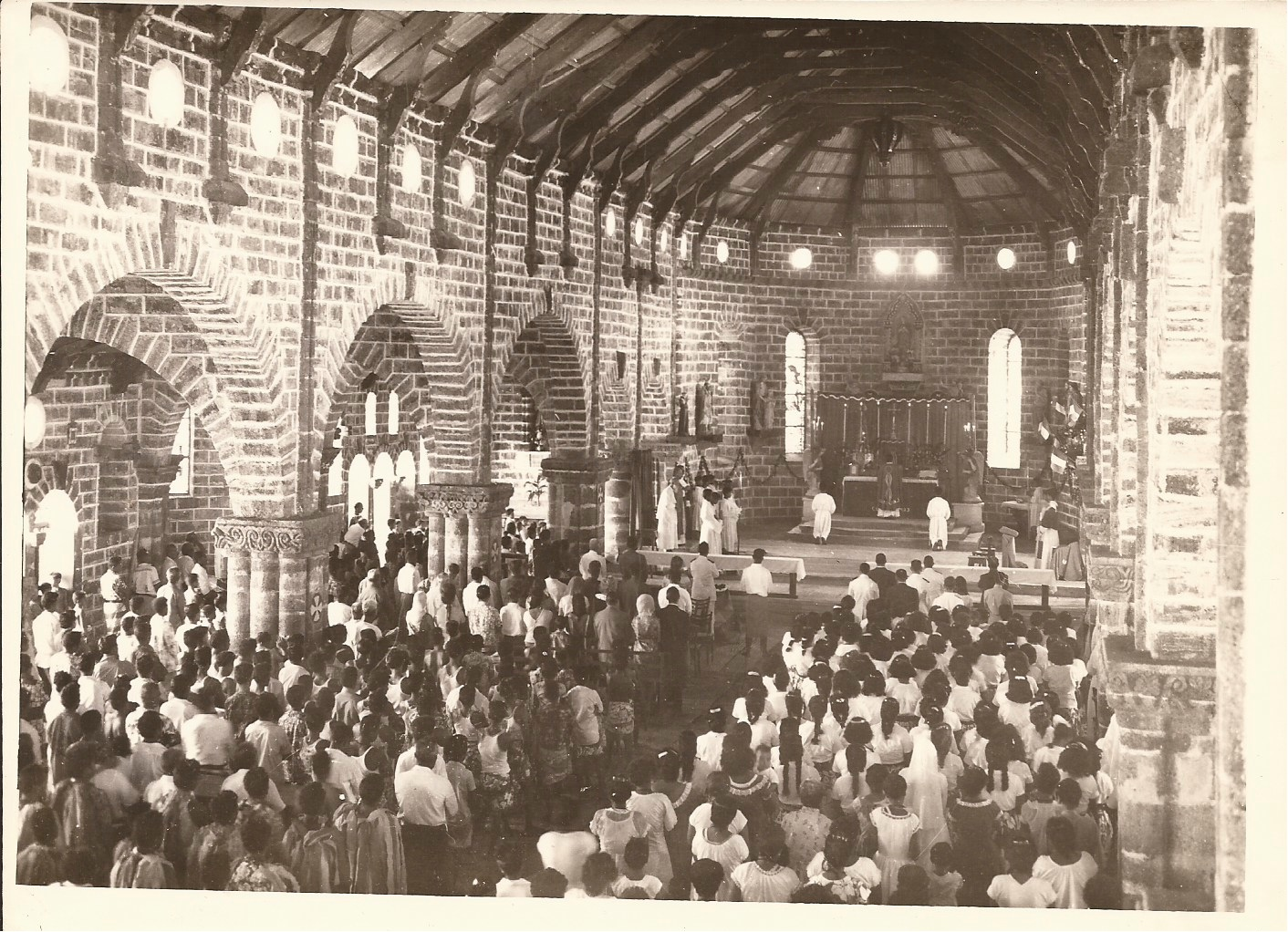
Une messe à l'intérieur de la cathédrale (mai 1964).

### Sépultures des rois coutumiers
La cathédrale de Mata-Utu a accueilli dès sa construction la sépulture des Lavelua, les rois coutumiers wallisiens. En 1858, Soane Patita Vaimu'a y est enterré, puis plusieurs de ses successeurs. La cathédrale a donc remplacé le lieu traditionnel où étaient inhumés les Lavelua, comme Niuvalu, même si ce lieu a gardé une importance historique et symbolique forte.